# Nørre Aaby Kommune
Nørre Aaby Kommune i Fyns Amt blev dannet i forbindelse med kommunalreformen i 1970, dog allerede i 1966. Ved strukturreformen i 2007 blev den sammenlagt med Ejby og Middelfart kommuner og den ny Middelfart Kommune blev dannet.  

## Tidligere kommuner
Inden kommunalreformen blev Nørre Aaby Kommune dannet ved en frivillig sammenlægning af 3 sognekommuner:
| Kommune          | Folketal september 1965 | Byer       |
| ---------------- | ----------------------- | ---------- |
| Asperup-Roerslev | 1.937                   | Båring     |
| Nørre Aaby       | 2.388                   | Nørre Aaby |
| Udby             | 499                     |            |
| I alt            | 4.824                   |            |

Hertil kom Føns Sogn. Det hørte til Føns-Ørslev sognekommune, som havde 793 indbyggere. Ørslev Sogn kom til Ejby Kommune.

## Sogne
Nørre Aaby Kommune bestod af følgende sogne, alle fra Vends Herred:
- Asperup Sogn
- Føns Sogn
- Nørre Aaby Sogn
- Rorslev Sogn
- Udby Sogn

## Borgmestre[2]
| Periode   | Navn                 | Parti   |
| --------- | -------------------- | ------- |
| 1970-1987 | Frederik Larsen      | Venstre |
| 1987-2002 | Torben Knudsen       | Venstre |
| 2002-2006 | Hanne R. Christensen | Venstre |